# Hansa-Brandenburg GW
Die Hansa-Brandenburg GW war ein Torpedoflugzeug im Ersten Weltkrieg.

## Beschreibung
Ernst Heinkel entwickelte 1916 bei Hansa-Brandenburg den zweistieliger Doppeldecker als sogenanntes T-Flugzeug (für Torpedobomber) für die deutsche Marine. Die Grundstruktur bestand aus Holz mit einer Stoffbespannung bzw. Sperrholzverkleidung. Das Flugzeug besaß große, einstufige Schwimmer. Es wurde von zwei Motoren angetrieben, die nahe am Rumpf mit Streben befestigt waren. Hansa-Brandenburg baute 21 Flugzeuge für die Kaiserliche Marine.

## Technische Daten
| Kenngröße             | Daten                                                                           |
| --------------------- | ------------------------------------------------------------------------------- |
| Besatzung             | 3                                                                               |
| Länge                 | 12,57 m                                                                         |
| Spannweite            | 22,5 m                                                                          |
| Höhe                  | 4,15 m                                                                          |
| Flügelfläche          | 102,10 m²                                                                       |
| Leermasse             | 2334 kg                                                                         |
| Zuladung              | 1594 kg                                                                         |
| max. Startmasse       | 3928 kg                                                                         |
| Höchstgeschwindigkeit | 127 km/h in Bodennähe                                                           |
| Marschgeschwindigkeit | 102 km/h                                                                        |
| Steigzeit auf 1000 m  | 22 min                                                                          |
| Reichweite            | 408 km                                                                          |
| Triebwerk             | zwei Sechszylinder-Reihenmotoren Mercedes D III mit je 160 PS (118 kW)          |
| Bewaffnung            | ein schwenkbares Parabellum-Maschinengewehr, Kaliber 7,92 mm ein 726-kg-Torpedo |